# Negociações de partisans germano-iugoslavas

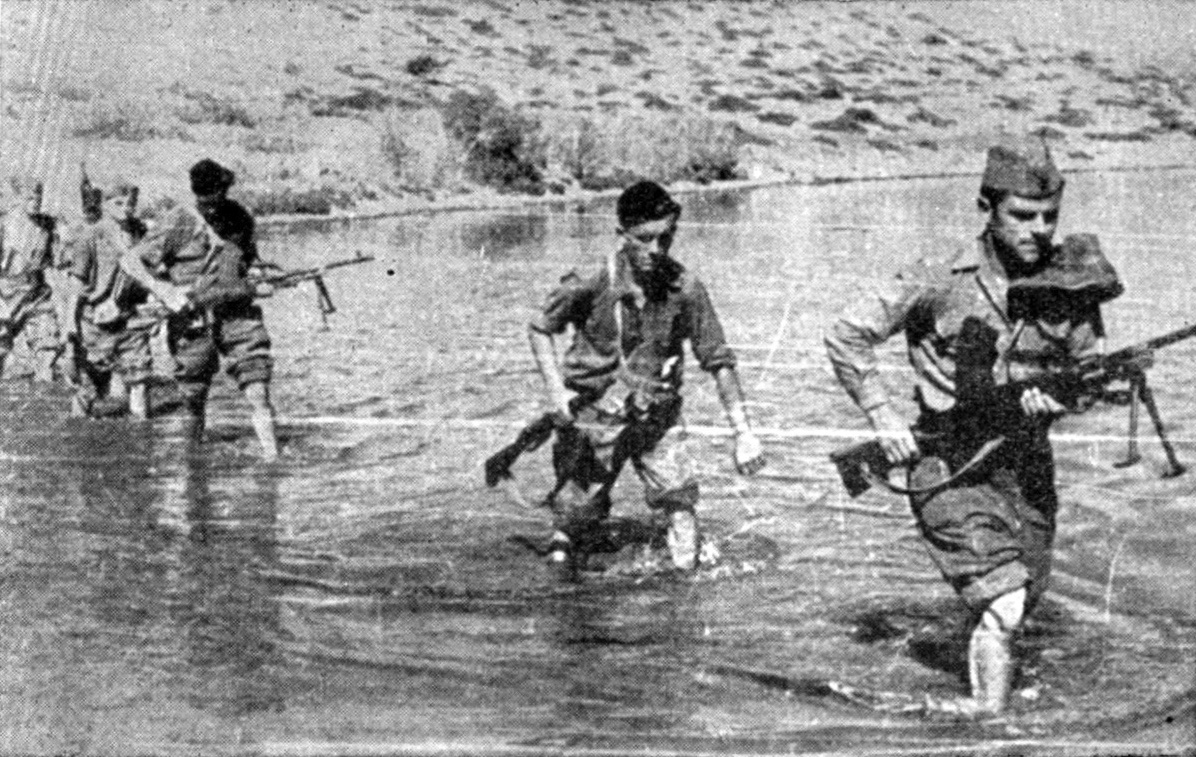
Partisans iugoslavos atravessando o rio Mrežnica, no Estado Independente da Croácia, em 1943

As negociações de partisans germano-iugoslavas (em servo-croata:  Martovski pregovori lit. 'Negociações de Março') foram realizadas entre comandantes alemães no Estado Independente da Croácia e no Quartel-General Supremo dos Partisans Iugoslavos em março de 1943 durante a Segunda Guerra Mundial. As negociações – centradas na obtenção de um cessar-fogo e no estabelecimento de uma troca de prisioneiros – foram conduzidas durante a ofensiva do Eixo Caso Branco. Eles foram usados pelos Partisans para atrasar as forças do Eixo enquanto os Partisans cruzavam o rio Neretva, e para permitir que os Partisans se concentrassem no ataque aos seus rivais Chetniks liderados por Draža Mihailović. As negociações foram acompanhadas por um cessar-fogo informal que durou cerca de seis semanas antes de ser cancelado por ordem de Adolf Hitler. A vantagem de curto prazo obtida pelos Partisans através das negociações foi perdida quando a ofensiva do Eixo Operação Schwarz foi lançada em meados de maio de 1943. As trocas de prisioneiros, que ocorriam entre alemães e guerrilheiros há alguns meses, recomeçaram no final de 1943 e continuaram até o final da guerra.
Os detalhes das negociações eram pouco conhecidos pelos historiadores até a década de 1970, apesar de terem sido mencionados por diversos autores a partir de 1949. O principal negociador partisan, Milovan Đilas, foi nomeado pela primeira vez em Tito, Mihailović, and the Allies, 1941–1945, de Walter Roberts em 1973. O livro de Roberts foi recebido com protestos do governo iugoslavo de Josip Broz Tito. As objeções centravam-se nas alegações de que Roberts estava efetivamente equiparando as negociações germano-partisans aos acordos de colaboração celebrados por vários líderes Chetniks com os italianos e alemães durante a guerra. Roberts negou, mas acrescentou que o livro não aceitava a mitologia dos Partisans como um "movimento de libertação" ou dos Chetniks como "colaboradores traidores". Posteriormente, relatos das negociações foram publicados por historiadores iugoslavos e pelos principais protagonistas iugoslavos.

## Antecedentes
Em agosto de 1942, durante a Longa Marcha Partisan para oeste através do Estado Independente da Croácia (em croata:  Nezavisna Država Hrvatska, NDH), os guerrilheiros iugoslavos de Josip Broz Tito capturaram um grupo de oito alemães do grupo de engenharia civil e militar Organização Todt, perto de Livno.   O líder do grupo capturado era um engenheiro de minas, Hans Ott, que também era oficial da Abwehr, a organização de inteligência da Wehrmacht. O grupo capturado vinha identificando novas fontes de metal e madeira para os alemães, mas Ott também havia sido incumbido pela Abwehr de fazer contato com os guerrilheiros. Após a sua captura, Ott disse aos seus captores que tinha uma mensagem importante para entregar ao quartel-general dos partisans, e depois de ter sido levado para lá sugeriu aos partisans que o seu grupo fosse trocado por partisans  detidos pelos alemães nas prisões de Zagreb. Com base nisso, Ott foi enviado para Zagreb em liberdade condicional,  onde se encontrou com o Plenipotenciário Geral Alemão na Croácia, General der Infanterie (Tenente-General) Edmund Glaise-Horstenau.  Ele informou a Glaise-Horstenau que Tito estava disposto a trocar os oito alemães por dez guerrilheiros que estavam detidos pelos alemães, italianos e pelas autoridades do NDH. Glaise-Horstenau contatou o comandante do 2º Exército italiano, Generale designato d'Armata (general interino) Mario Roatta, que tinha a maioria dos prisioneiros partisans identificados sob sua custódia. Em 14 de agosto, o embaixador alemão no NDH, SA-Obergruppenführer (Tenente General) Siegfried Kasche, enviou um telegrama ao Ministério das Relações Exteriores do Reich avisando sobre a troca proposta e pediu ao Ministério que intercedesse junto aos italianos. Em seu livro Tito, Mihailović, and the Allies, 1941–1945, publicado em 1973, o ex-diplomata norte-americano Walter Roberts argumentou que a Abwehr considerava possível algum tipo de modus vivendi com os guerrilheiros e estava pensando em mais do que trocas de prisioneiros. quando deram a Ott a tarefa de fazer contato com os guerrilheiros. O número de alemães sob custódia partisan vinha aumentando, e isso tornava mais provável algum tipo de acordo de troca de prisioneiros. Estes acordos foram inicialmente liderados por Marijan Stilinović em nome do Quartel-General Supremo Partisan. Em 5 de setembro, uma troca de prisioneiros foi concluída em uma área entre Duvno e Livno, onde 38 guerrilheiros e familiares foram trocados por um oficial alemão superior que havia sido capturado durante a Batalha de Livno em dezembro de 1942. 
As negociações contínuas entre os alemães e o quartel-general partisan resultaram em mais uma troca de prisioneiros em 17 de novembro de 1942.  O segundo deles foi negociado por Stilinović e Vladimir Velebit, também membro do Quartel-General Supremo Partisan,  e Ott esteve envolvido no lado alemão.  No dia da segunda troca de prisioneiros, os guerrilheiros entregaram uma carta dirigida a Glaise-Horstenau que aparentemente explicava que os guerrilheiros eram "uma força armada independente com disciplina militar e não uma aglomeração de bandos", e "propunham a aplicação mútua das regras do direito internacional, especialmente no que diz respeito aos prisioneiros e feridos, uma troca regular de prisioneiros e uma espécie de armistício entre os dois lados". Glaise-Horstenau, Kasche e outros queriam continuar a trocar prisioneiros como forma de obter informações, e também queriam um modus vivendi com os guerrilheiros para permitir que os alemães explorassem os recursos minerais do NDH sem perturbações. Em particular, queriam minimizar as perturbações no NDH a sul do rio Sava e na linha ferroviária Zagreb-Belgrado. Adolf Hitler e o Ministro dos Negócios Estrangeiros do Reich, Joachim von Ribbentrop, opunham-se a um modus vivendi, pois temiam que isso desse aos Partisans o estatuto de beligerante regular. Como resultado da oposição de Hitler, esta proposta partisan não foi respondida. 

## Negociações de março

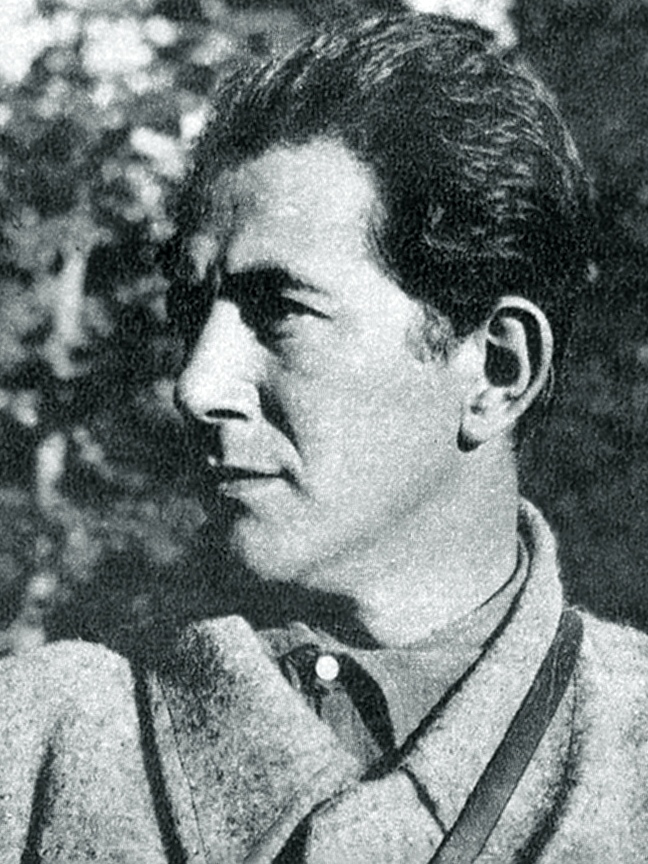
Milovan Đilas foi o principal delegado partisan para as negociações em Gornji Vakuf e Zagreb.

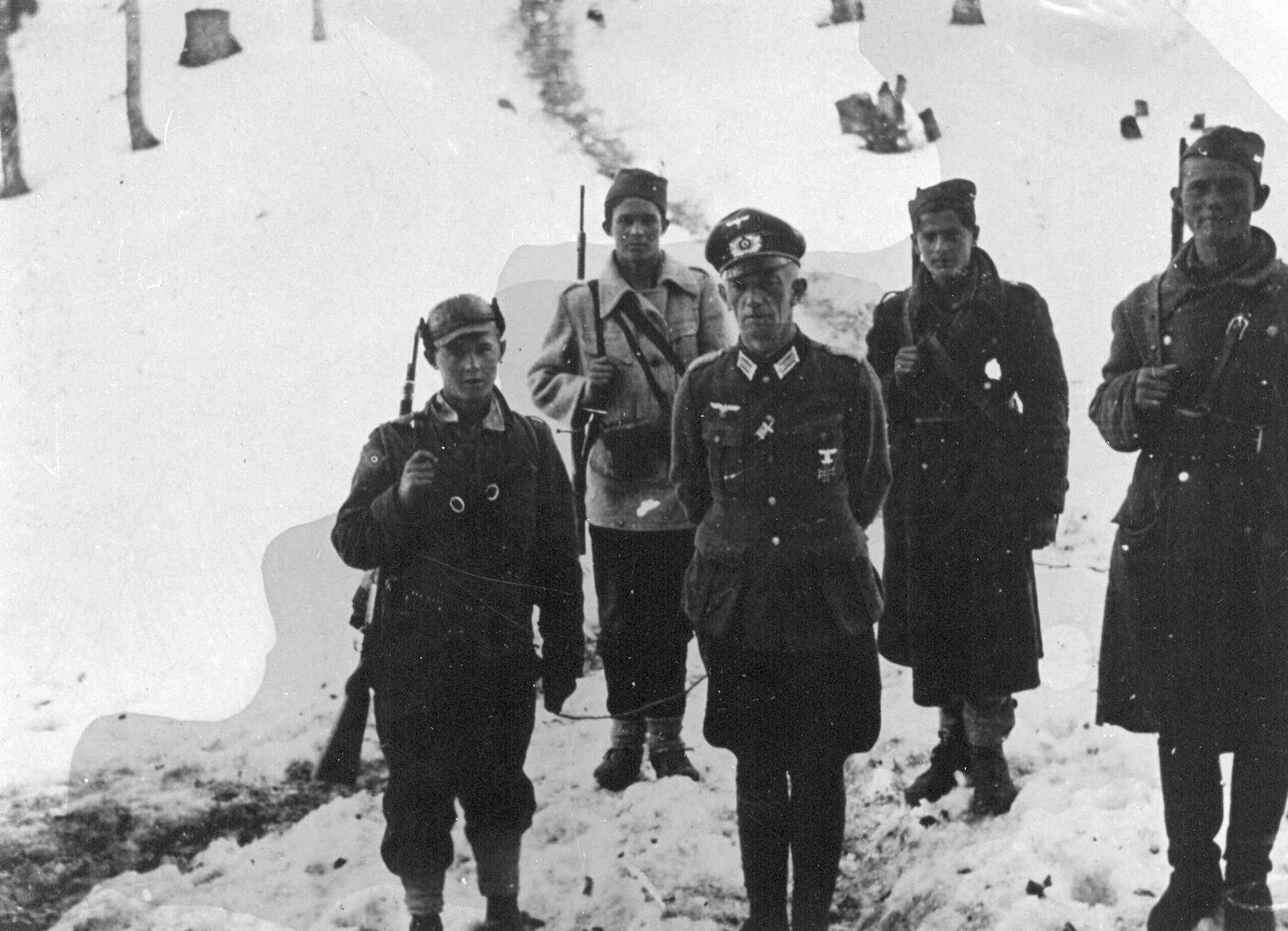
Partisans com o major alemão capturado Arthur Strecker, que foi oferecido em troca de guerrilheiros capturados.

A partir de 20 de janeiro de 1943, os guerrilheiros foram duramente pressionados pela ofensiva do Eixo Caso Branco.  Ao longo dessa ofensiva, o Quartel-General Supremo Partisan envolveu os alemães em negociações para ganhar tempo para cruzar o rio Neretva.  No final de fevereiro ou início de março de 1943, os partisans capturaram um oficial alemão e cerca de 25 soldados, que se juntaram a cerca de 100 Guardas Internos Croatas, e 15 oficiais italianos e 600 soldados já mantidos como prisioneiros de guerra pelos partisans. Devido à sua situação desesperadora nesta fase do Caso White, e à necessidade de atrasar o Eixo para cruzar o rio Neretva antes do ataque alemão, eles decidiram usar o oficial alemão recentemente capturado para iniciar negociações.  Os historiadores alemães Ladislaus Hory e Martin Broszat concluíram que, neste período crítico, Tito também estava preocupado que, no final da guerra, o desgaste das suas forças partisans seria tal que os Chetniks de Mihailović seriam mais poderosos. Eles sugerem que Tito pode ter estado disposto a concordar com uma trégua com os alemães para destruir os Chetniks. 
As negociações começaram em 11 de março de 1943 em Gornji Vakuf. Segundo o historiador Jozo Tomasevich, os três guerrilheiros encarregados das negociações mostram a importância que os guerrilheiros deram ao resultado. Foram eles: Koča Popović, veterano da Guerra Civil Espanhola e comandante da 1ª Divisão Proletária ; Milovan Đilas, membro do Quartel-General Supremo Partisan e membro do Politburo do Partido Comunista da Iugoslávia (usando o pseudônimo de Miloš Marković); e Velebit (usando o pseudônimo de Dr. Vladimir Petrović). Os negociadores alemães foram liderados pelo comandante da 717ª Divisão de Infantaria Generalleutnant (Major General) Benignus Dippold, um de seus oficiais de estado-maior e um representante da Juventude Hitlerista.  Em sua declaração escrita, os partisans: 
- identificaram seus presos e indicaram quem queriam em troca, enfatizando que queriam concluir a troca o mais rápido possível;
- disse que se os alemães aceitassem a proposta partisan, especialmente no que diz respeito aos feridos e capturados, os partisans retribuiriam;
- afirmou que o Quartel-General Supremo dos partisans acreditava que, dadas as circunstâncias, não havia razão para os alemães atacarem os partisans, e seria do interesse de ambos se as hostilidades parassem e as áreas de responsabilidade fossem acordadas;
- afirmaram que consideravam os Chetniks seus principais inimigos;
- propôs que um armistício fosse aplicado durante as negociações; e
- exigia uma assinatura de sua sede superior em qualquer acordo final.

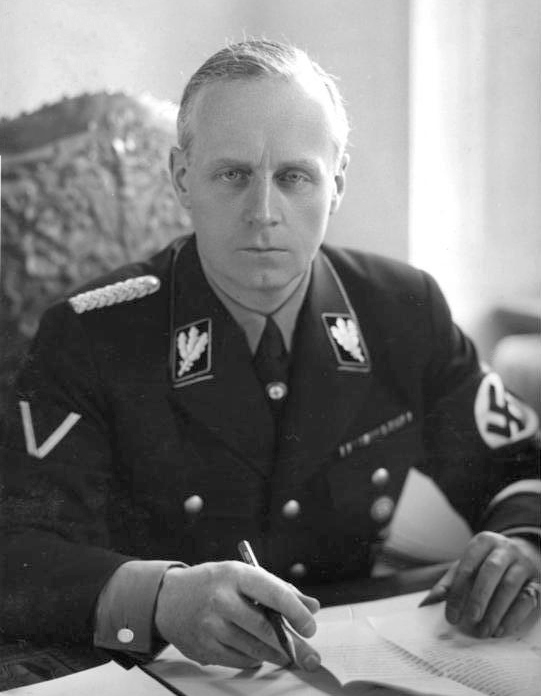
No final de março de 1943, o ministro das Relações Exteriores do Reich, Joachim von Ribbentrop, proibiu quaisquer novas negociações com os guerrilheiros.

Popović voltou a reportar a Tito, e o Comandante da Wehrmacht South-East Generaloberst (General Sênior) Alexander Löhr aprovou um cessar-fogo informal enquanto as negociações continuavam.  Em 17 de março, Kasche relatou as negociações ao Ministério das Relações Exteriores do Reich, solicitando aprovação para continuar as discussões e pedindo instruções.  O que se segue é um trecho do telegrama de Kasche: 
Sob as circunstâncias, existe a possibilidade de Tito virar as costas de forma demonstrativa a Moscovo e Londres, que o deixaram em apuros. Os desejos dos partisans são: Lutar contra os Chetniks em Sandžak, depois regressar às suas aldeias e pacificar as áreas croatas e sérvias; retorno dos seguidores do acampamento às suas aldeias depois de desarmados; nenhuma execução dos principais guerrilheiros da nossa parte... É minha opinião que esta possibilidade deveria ser perseguida, uma vez que a secessão do inimigo desta força de combate altamente considerada na opinião mundial seria muito importante. Na verdade, os partisans de Tito não são, nas suas massas, comunistas e, em geral, não cometeram excessos extraordinários nas suas batalhas e no tratamento dos prisioneiros e da população. Refiro-me a relatórios escritos anteriores e também à minha conversa com o Secretário de Estado von Weizsäcker. Solicite instruções. Nas conversações com Casertano [Ministro italiano em Zagreb] e Lorković [Ministro dos Negócios Estrangeiros croata], concluí que o desenvolvimento acima referido seria tratado de forma positiva.

–Siegfried Kasche
Segundo Roberts, é claro que a próxima fase das negociações pretendia ir além das trocas de prisioneiros, uma vez que o negociador de prisioneiros de guerra Stilinović não estava envolvido. Đilas e Velebit passaram pelas linhas alemãs até Sarajevo e depois voaram para Zagreb em 25 de março em um avião militar.  Estas negociações foram com representantes alemães supervisionados por Ott, aparentemente sobre todos os pontos discutidos em Gornji Vakuf, e os guerrilheiros deixaram claro aos alemães que as suas propostas não equivaliam a uma oferta de rendição.  Velebit encontrou-se pessoalmente com Glaise-Horstenau, pois o austríaco conheceu o pai de Velebit, um general iugoslavo. Após esta primeira visita a Zagreb, Velebit visitou comandantes partisans na Eslavónia e no leste da Bósnia, transmitindo ordens para a suspensão dos ataques aos alemães e às suas comunicações ferroviárias, e a libertação de prisioneiros. 
Kasche não recebeu resposta ao seu telegrama de 17 de março, então enviou outro telegrama a von Ribbentrop em 26 de março. Nele, ele informou que dois representantes partisans haviam chegado a Zagreb para negociações e os nomeou usando seus pseudônimos. Ele ressaltou que o interesse partisans num armistício havia aumentado e enfatizou que considerava isso um desenvolvimento significativo.  Por esta altura, Đilas e Velebit tinham regressado a Zagreb, onde reiteraram que os guerrilheiros queriam o reconhecimento como beligerantes regulares e enfatizaram a futilidade da continuação dos combates. Eles efetivamente pediram para serem deixados sozinhos para lutar contra os Chetniks. De acordo com Pavlowitch, não está claro qual lado colocou a questão sobre o que os partisans fariam se os britânicos desembarcassem na Iugoslávia sem a autorização dos partisans.  Đilas e Velebit disseram que lutariam contra eles e também contra os alemães. Afirmaram que a sua propaganda estava voltada para a União Soviética porque não queriam comunicar com Londres.  A sua determinação em combater os britânicos caso desembarcassem deveu-se ao facto de acreditarem que os britânicos tentariam frustrar o seu objectivo de tomar o poder na Jugoslávia.  Os guerrilheiros também acreditavam que os britânicos eram apoiadores clandestinos da colaboração Chetnik.  Đilas e Velebit afirmaram ainda que os Chetniks não lutariam contra os britânicos porque tal desembarque era exatamente o que eles esperavam. 

Von Ribbentrop respondeu em 29 de março, proibindo qualquer contato adicional com os guerrilheiros e perguntando quais evidências Kasche havia reunido para apoiar suas conclusões otimistas. Quando informado das negociações com os guerrilheiros, Hitler aparentemente respondeu: "Não se negocia com os rebeldes - os rebeldes devem ser fuzilados". Em 31 de março, Kasche respondeu com um novo telegrama, dizendo que não tinha havido contacto direto com Tito, e contradisse o seu telegrama anterior, afirmando que os contactos tinham sido estritamente sobre trocas de prisioneiros. Kasche afirmou que Tito cumpriu suas promessas até agora e: 
Acho que a questão partisan foi mal avaliada por nós. A nossa luta, portanto, tem sido praticamente sem sucesso em parte alguma. Deveria basear-se mais em meios políticos e menos em meios militares. A vitória completa sobre os partisans é inatingível militarmente ou através de medidas policiais. As medidas militares podem destruir áreas de revolta claramente definidas, as medidas de segurança podem descobrir comunicações e servir para acabar com os partisans e os seus ajudantes. A extensão do sucesso depende das tropas e do tempo disponível. Se ambos forem escassos, a possibilidade de soluções políticas não deve ser rejeitada de imediato.

–Siegfried Kasche
Kasche afirmou ainda que seria útil do ponto de vista militar se os guerrilheiros pudessem lutar contra os chetniks sem interferência alemã, e aconselhou contra a tentativa de lutar contra os guerrilheiros e os chetniks ao mesmo tempo.  Em 30 de março, Đilas retornou ao quartel-general dos partisans com mais 12 partisans que haviam sido detidos no campo de concentração de Jasenovac, administrado pela Ustaše.  Velebit permaneceu em Zagreb para completar outra tarefa: conseguiu com sucesso a libertação de uma comunista eslovena detida, Herta Haas, que era esposa de Tito e mãe de seu filho de dois anos, Aleksandar. 

## Reação e consequências
Mihailović foi o primeiro a receber relatos de contato entre os alemães e os guerrilheiros, e os repassou ao seu oficial de ligação do Special Operations Executive Britânico, o coronel Bill Bailey. Quando o relatório de Bailey chegou a Londres, em 22 de Março, não foi levado a sério. A inteligência militar italiana também tomou conhecimento das negociações. O próprio Tito mencionou as trocas de prisioneiros ao Comintern em Moscovo, mas quando perceberam que havia mais coisas a ser discutidas e exigiram uma explicação, Tito ficou surpreso. Ele respondeu que não estava recebendo nenhum apoio externo e precisava cuidar dos interesses dos guerrilheiros e refugiados capturados. 
As trocas de prisioneiros germano-partisans recomeçaram no final de 1943, mas tornaram-se responsabilidade do Quartel-General Partisan para a Croácia, em vez do Quartel-General Supremo Partisan. Inicialmente, estes foram organizados por Stilinović, depois pelo Dr. Josip Brnčić, antes de Boris Bakrač assumir o cargo. Entre março de 1944 e maio de 1945, Bakrač participou de cerca de 40 reuniões com representantes alemães, 25 das quais ocorreram em Zagreb sob acordos de salvo-conduto. Do lado alemão, Ott continuou a desempenhar um papel de liderança. Estas negociações resultaram na troca de entre 600 e 800 partisans no total. 

## Historiografia
As negociações foram mencionadas publicamente pela primeira vez em 1949, quando Stephen Clissold publicou seu Whirlwind: An Account of Marshal Tito's Rise to Power. Isto foi seguido de perto pela Die Geheime Front, Organisation, Personen und Aktionen des deutschen Geheimdienstes (A Frente Secreta, a Organização, Pessoas e Atividades do Serviço Secreto Alemão) de Wilhelm Höttl em 1950. Houve outra menção em um livro publicado em alemão em 1956, Die Kroaten, do Generalmajor Rudolf Kiszling. Der Schicksalsweg eines Südslawenvolkes (Os croatas: o caminho fatídico de um povo eslavo do sul). Ilija Jukić obteve evidências de fontes do Ministério das Relações Exteriores alemão, que incluiu em seu livro de 1965, Pogledi na prošlost, sadašnjost i budućnost hrvatskog naroda (Visões sobre o passado, o presente e o futuro da nação croata), publicado em Londres. Em 1967, o historiador iugoslavo Mišo Leković foi oficialmente contratado para produzir um relatório completo sobre as negociações. Em 1969, Ivan Avakumović publicou seu Mihailović prema nemačkim dokumentima (Mihailović de acordo com documentos alemães), que usava documentos militares alemães capturados. 
Em 1973, Roberts publicou Tito, Mihailović, and the Allies, 1941–1945, que incluía informações sobre as negociações germano-partisans de março de 1943. A publicação do livro perturbou o governo iugoslavo, que apresentou uma queixa ao Departamento de Estado dos EUA. O cerne da queixa iugoslava era que o livro equiparava os guerrilheiros aos chetniks. Roberts negou, afirmando que seu livro não igualava os dois nem aceitava a mitologia partisan dos guerrilheiros como um "movimento de libertação" ou dos Chetniks como "colaboradores traidores". O livro também identificou Đilas como o principal negociador.  Em 1977, Đilas confirmou seu envolvimento em seu livro Wartime, mas afirmou que não teria divulgado os detalhes das negociações se já não tivessem sido conhecidos através do livro de Roberts.  Em 1978, Tito admitiu que as negociações ocorreram, mas caracterizou o seu propósito como "apenas obter o reconhecimento alemão do estatuto de beligerante para os partisans".  Em 1985, após a morte de Tito, Leković pôde publicar os resultados da sua investigação iniciada em 1967, em Martovski pregovori 1943 (As Negociações de Março de 1943). Em 1989, Popović deu sua versão dos acontecimentos em Razgovori s Kočom (Conversas com Koča) de Aleksandar Nenadović, seguido por Velebit em Vladimir Velebit: svjedok historije (Vladimir Velebit: Testemunha da História) de Mira Šuvar em 2001, e em seu próprio Tajne i zamke Drugog svjetskog rata (Segredos e Armadilhas da Segunda Guerra Mundial) no ano seguinte. 